# Traseologia
Traseologia – technika śledcza zajmująca się w przypadku przestępstwa ustalaniem osoby, pojazdu (identyfikacja pośrednia) lub zwierzęcia na podstawie śladów przemieszczania się pozostawionych na miejscu zdarzenia.

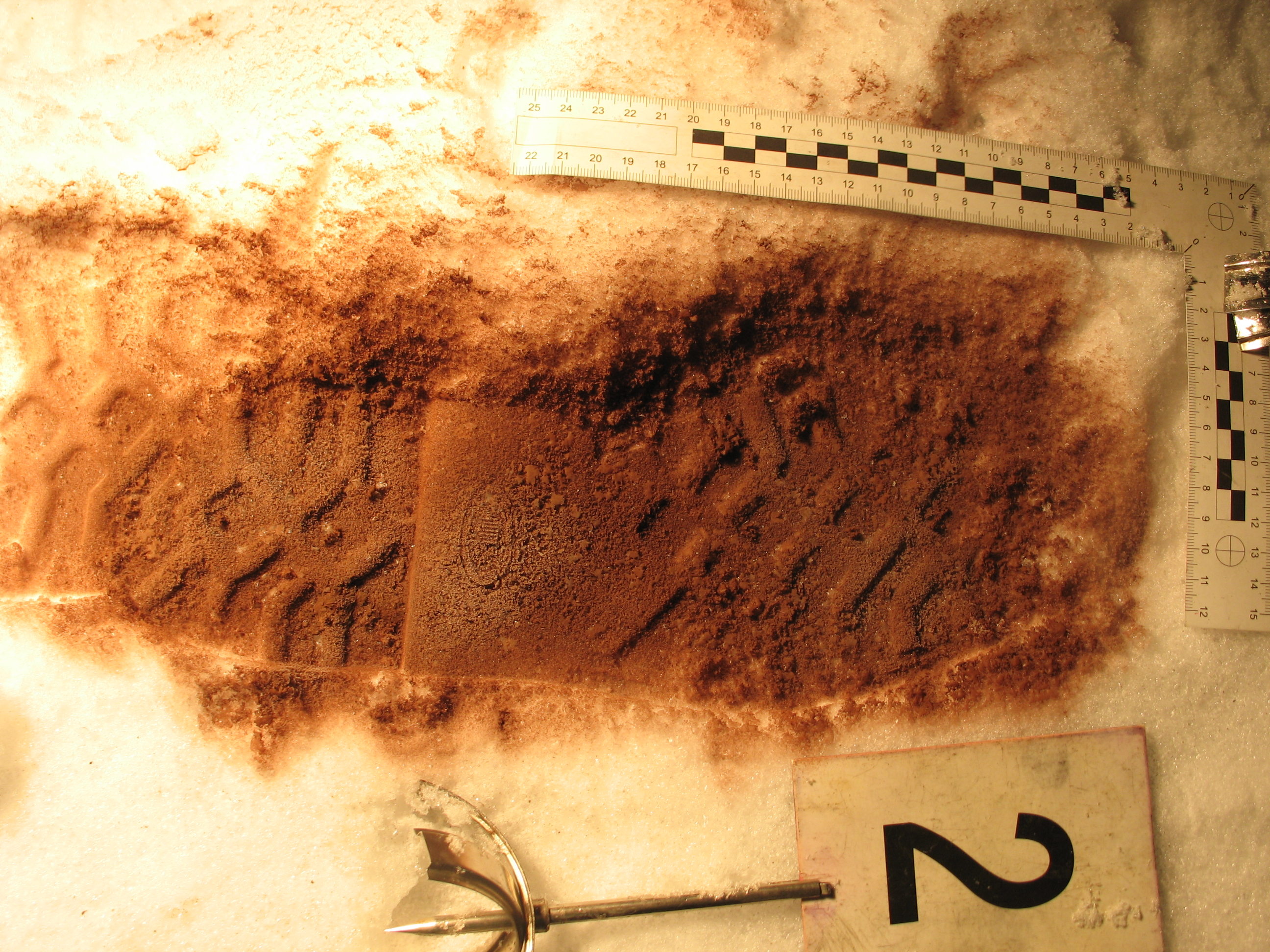
Odcisk obuwia zabezpieczony na śniegu do sprawy karnej

Ślad obuwia w zależności od rodzaju podłoża:
- Odciśnięty w miękkim, plastycznym podłożu: glebie, glinie, śniegu itp. – po zabezpieczeniu i sporządzeniu odlewu z gipsu budowlanego, lekarskiego, dentystycznego, specjalnych środków przygotowanych na potrzeby kryminalistyki (FT Print), siarki (ślady pozostawione w śniegu) lub z wykorzystaniem mas silikonowych aerozoli.

- Odbity na podłożu sztywnym lub elastycznym (nie powodującym powstania trwałego wgłębienia) – po zabezpieczeniu na specjalne folie kryminalistyczne, ewentualnie poprzedzone przeniesieniem pyłowego nośnika na folię elektrostatyczną (metoda elektrostatyczna) lub wraz z fragmentem podłoża.

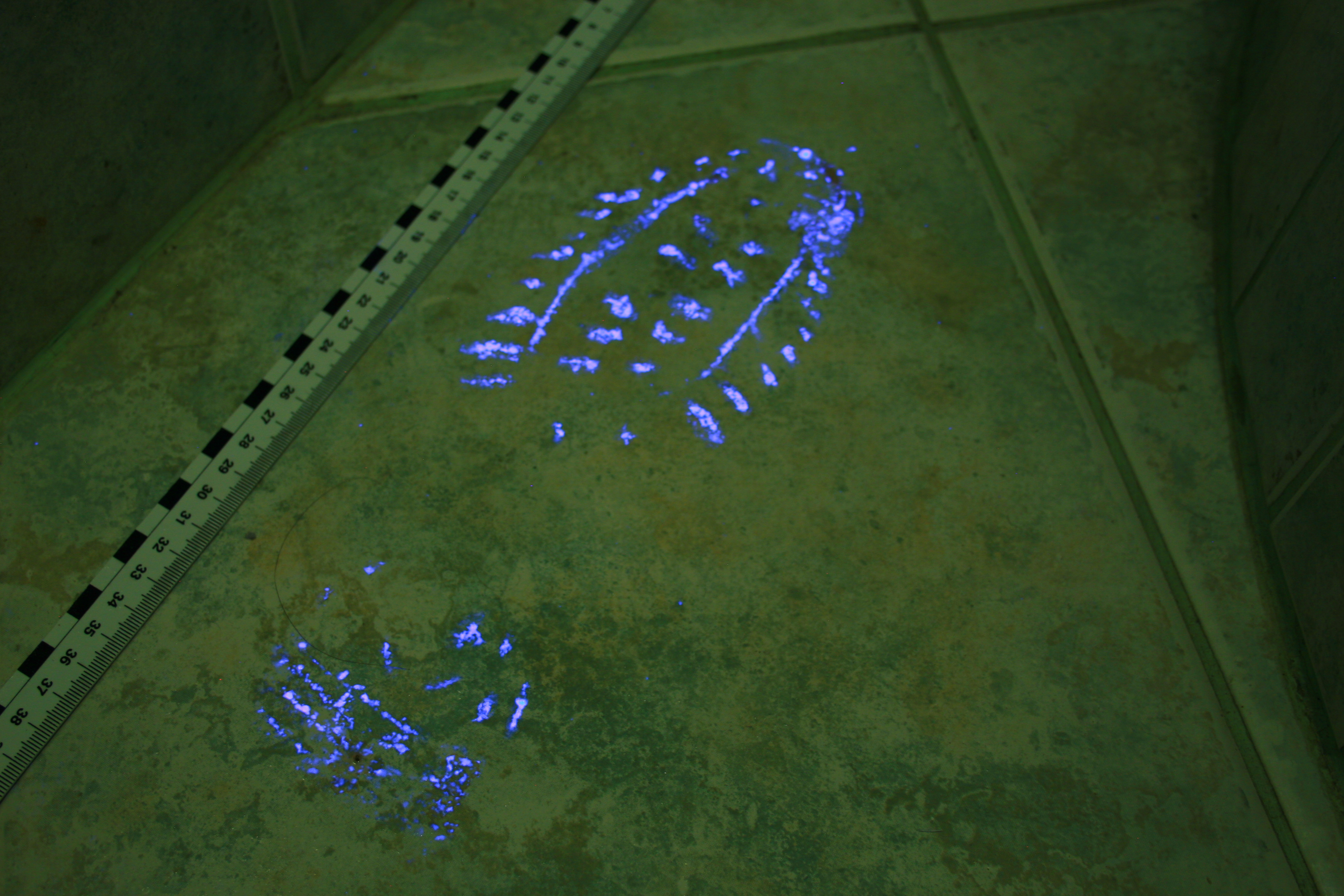
Odbitka obuwia w świetle UV

- Umożliwia utrwalenie cech podeszwy (spodu obuwia) do dalszych czynności śledczych tzn. badań kryminalistycznych np.: budowa i rodzaj protektora podeszwy, wzór podeszwy, rodzaj obuwia, rozmiar, czasem producenta, płeć, wagę i wzrost podejrzanej osoby, cechy sprawności fizycznej (osoba starsza, człowiek wysportowany itp.). Ślad zabezpieczony na miejscu przestępstwa jako materiał dowodowy pozwala wytypować egzemplarz obuwia, od którego pochodzi, a dzięki temu z grona podejrzanych sprawcę, od którego obuwie zabezpieczono. Każdy spód obuwia może posiadać cechy indywidualizujące nabyte podczas użytkowania obuwia przez sprawcę oraz charakterystyczne i niepowtarzalne cechy indywidualne – np. nadepnięcie na odłamek szkła powoduje rysę w podeszwie, co jest jakby pieczęcią stale odciskającą się w podłożu podczas chodu. Cechy indywidualne pozwalają wskazać jednoznacznie  konkretnego buta, który pozostawił ślad na miejscu zdarzenia.

Podobnie ślady opon samochodowych zabezpieczone na miejscu zdarzenia posiadają cechy grupowe (np. szerokość bieżnika, obwód opony, wzór bieżnika) oraz niepowtarzalne cechy charakterystyczne powstałe w wyniku eksploatacji, które są podstawą identyfikacji opony w taki sam sposób jak  w przypadku obuwia.
W przeszłości traseologia obejmowała także ujawnianie, zabezpieczanie oraz badania śladów kopyt końskich, płóz sań oraz kół obręczowych, kiedy jeszcze wykorzystywano je do dokonywania przestępstw, np. kradzieży drewna z lasu. Obecnie tego typu ślady spotyka się bardzo rzadko.